# Marcin Kasprzak
Marcin Kasprzak, pseudonim „Maciej”, „Teofil” (ur. 2 listopada 1860 w Czołowie, zm. 8 września 1905 w Warszawie) – polski rzemieślnik, dekarz; działacz ruchu robotniczego, pionier ruchu socjalistycznego w Poznańskiem.

## Życiorys

### Młodość
Urodził się w podpoznańskim Czołowie w rodzinie robotnika rolnego Kacpra Kasprzaka i Agnieszki z domu Ostrowskiej. Rodzice Kasprzaka byli bardzo biedni i często zmieniali miejsce zamieszkania. Oboje byli także analfabetami. W 1868 roku przenieśli się do Swarzędza, gdzie Kasprzak uczęszczał do szkoły ludowej. Po jej ukończeniu zmuszony był znaleźć pracę. Rozpoczął od nauki zawodu piekarza, lecz przez konflikt z mistrzem musiał szukać dalej. Ostatecznie ukończył czteroletnią naukę zawodu dekarza.
Odbywał służbę wojskową w wojsku niemieckim. Prawdopodobnie został jednak zwolniony z wojska ze względu na słaby wzrok. Od 1880 roku pracował jako kelner w destylarni w Berlinie. Tam po raz pierwszy zetknął się z socjaldemokracją, kiedy poznał niejakiego Neumanna, który pokazał mu broszurki socjalistyczne. Zainspirowany lewicowymi ideami Kasprzak przystąpił do Socjaldemokratycznej Partii Niemiec.

### Początki działalności w ruchu robotniczym
W marcu 1881 wrócił do Poznania, prawdopodobnie by wziąć udział w kampanii wyborczej SPD do Reichstagu. W tym samym roku do Poznania przybyli również wysłannicy ośrodka genewskiego (związanego z Ludwikiem Waryńskim). Prawdopodobnie poznał wtedy Stanisława Mendelsona, Marię Jankowską i Józefa Konstantego Janiszewskiego. Pierwsze lata działalności Kasprzaka związane były z rozprowadzaniem w różnych miastach Cesarstwa Niemieckiego literatury socjalistycznej.
W latach 1885–1886 był organizatorem pierwszych kółek socjalistycznych w Poznaniu. Współtwórca Polskiej Partii Socjalno-Rewolucyjnej Proletariat (tzw. II Proletariatu) w 1888, którego pracami kierował do 1891. Organizator pierwszej manifestacji pierwszomajowej na ziemiach polskich w 1890 roku. W 1892 podjął współpracę z rosyjskimi rewolucjonistami. W latach 1891–1893 przebywał w Londynie i Niemczech. Aresztowany przez wojska carskie, podczas przekraczania granicy Królestwa Polskiego i osadzony w warszawskiej Cytadeli. Po trzech latach, zasymulował chorobę i przeniesiono go do szpitala, z którego zbiegł do zaboru pruskiego, gdzie działał w PPS-ie.

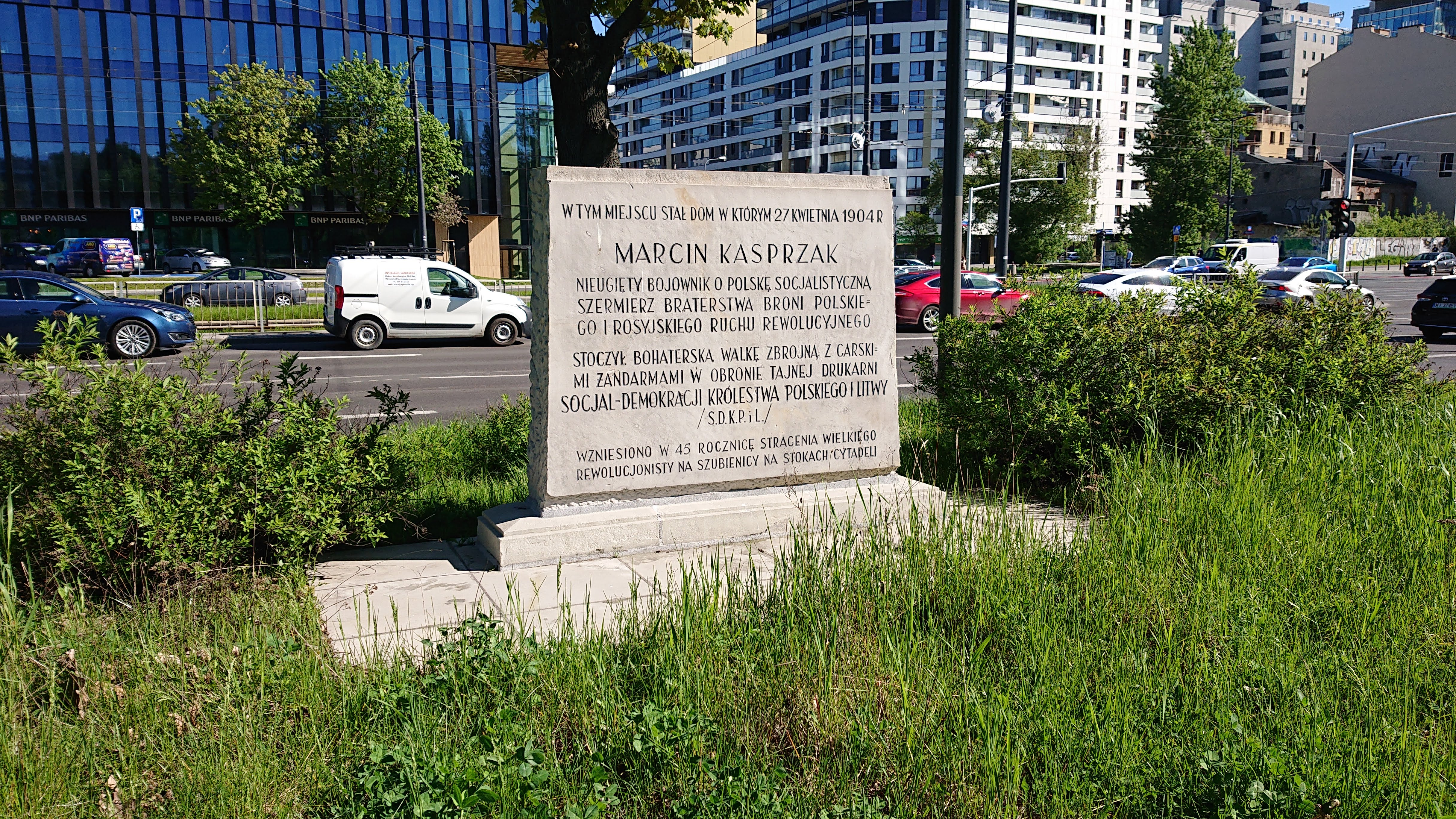
Tablica upamiętniająca miejsce mieszkania Kasprzaka przy ulicy jego imienia w Warszawie

### Współpraca z Różą Luksemburg
W 1901 roku wspólnie z Różą Luksemburg zaangażował się w sprawę strajku dzieci wrzesińskich. W tym samym roku postanowił kandydować do Reichstagu z hasłami sprzeciwiającymi się germanizacji i Hakacie. Do Warszawy wrócił w 1904 roku.
Kasprzak był wielokrotnie więziony przez władze carskie i pruskie. Silny fizycznie, obdarzony konspiracyjną intuicją, nie podporządkowywał się partyjnej dyscyplinie i zawsze wychodził obronną ręką z opresji. Na własnych plecach przeniósł Różę Luksemburg przez granicę rosyjsko-pruską. Wyczyn ten przysporzył mu dodatkowej sławy. Za współpracę z Różą Luksemburg został  wyrzucony z SPD. Marcin Kasprzak był wielokrotnie niesłusznie pomawiany o współpracę z tajną policją w Rosji bądź Prusach, za co został wyrzucony z PPS-u.

## Proces i śmierć
W 1904 roku założył drukarnię SDKPiL w Warszawie, początkowo przy ul. Dzielnej, później przy ul. Dworskiej 6. Do pomocy Kasprzakowi został przydzielony młody inżynier, Benedykt Gurcman. Po przypadkowym odkryciu drukarni, w dniu 27 kwietnia 1904 roku i otoczeniu jej przez policję, Kasprzak świadomy ciążącego na nim oskarżenia o donosicielstwo, zdecydował się bronić i zabił strzałami z rewolweru 4 żandarmów, a jednego ranił. W drukarni był także Gurcman, który próbując uciekać wpadł na policjanta.

### Proces
Wspólnie z Gurcmanem zostali oskarżeni o zbrojny opór przedstawicielom władzy, zabójstwo, zadawanie ran nożem, działalność nielegalną przeciwko ustrojowi w szeregach SDKPiL. Pierwszą rozprawę wyznaczono na 2 sierpnia 1904 roku. Obrońcą Kasprzaka był Stanisław Patek. Kasprzak na początku próbował udawać chorobę psychiczną, ale biegły sądowy uznał go za zdrowego. Kilkanaście miesięcy więziony w X Pawilonie Cytadeli Warszawskiej, został skazany na karę śmierci, wyrokiem z 2 listopada 1904. Został powieszony na stokach Cytadeli Warszawskiej, 8 września 1905 roku.
W „sprawę Kasprzaka” zaangażowany był sam Józef Piłsudski, który polecił ponownie rozpatrzyć sprawę Kasprzaka na łonie PPS-u. W przeddzień rozpoczęcia procesu został zrehabilitowany.

### Reakcje na śmierć Kasprzaka
- Wyrok wywołał akcję protestów, mającą na celu zamianę wyroku na dożywotnie więzienie. Wśród protestujących w obronie Kasprzaka, czołową postacią był Stefan Aleksander Okrzeja.
- Róża Luksemburg napisała dwa dni po śmierci Kasprzaka: Skończył się żywot proletariusza-rewolucjonisty, zakończyła śmierć bohaterska żywot bohatera[6].
- Członkowie SPD, podczas zjazdu partyjnego w Jenie, pamięć o Kasprzaku uczcili minutą ciszy; August Bebel przypomniał o ogromnych zasługach Kasprzaka dla proletariatu niemieckiego i polskiego[1].

## Życie prywatne
W 1892 roku w Londynie wziął ślub z Heleną Żółtowską (ur. 1876). Z tego związku miał syna, Jarosława (ur. 1891).

## W kulturze
- Jest jednym z bohaterów polskiego serialu historycznego Najdłuższa wojna nowoczesnej Europy w reżyserii Jerzego Sztwiertni. Odtwórcą jego roli był Piotr Szulkin;
- 15 października 1981 umieszczony na znaczku pocztowym w serii poświęconej działaczom ruchu robotniczego – nominał 6,50 zł, nakład 2 miliony sztuk[7];
- postać przyrodniej siostry Marcina Kasprzaka, Zofii została opisana w fantazji na temat życia Feliksa Dzierżyńskiego Dzierżyński, czerwony kat autorstwa Bogdana Jaxy-Ronikiera[8].

## Marcin Kasprzak a dekomunizacja
W 2016 roku parlament uchwalił tzw. ustawę dekomunizacyjną, której celem jest ostateczne usunięcie z przestrzeni publicznej nazw związanych z komunizmem. Marcin Kasprzak w PRL-u był wykorzystywany do przedstawiania początków komunizmu w Wielkopolsce i wielu ludzi uważało, że nazwy ulic związane z Kasprzakiem będą zmieniane. Ostateczną decyzję w tej sprawie wydał IPN:

Instytut Pamięci Narodowej nie widzi przesłanek, aby dokonywać zmiany tej nazwy ulicy w oparciu o Ustawę z 1 kwietnia 2016 r. o zakazie propagowania komunizmu lub innego ustroju totalitarnego przez nazwy budowli, obiektów i urządzeń użyteczności publicznej (Dz.U. RP z 2016 r. poz. 744). Decyzja o pozostawieniu bądź zmianie tej nazwy należy do samorządu. Jeśli samorząd ją zmieni, nie powinien w uchwale powoływać się na normy ustawy z 1 kwietnia 2016 r.